# Zaburzenie hiperkinetyczne z towarzyszącym upośledzeniem umysłowym i ruchami stereotypowymi
Zaburzenie hiperkinetyczne z towarzyszącym upośledzeniem umysłowym i ruchami stereotypowymi – jedno z CZR, odznacza się silną nadaktywnością ruchową wraz z różnorodnymi powtarzalnymi czynnościami (np. machanie rękoma, kołysanie się), ale bez charakterystycznych dla spektrum autyzmu nieprawidłowości w zakresie kontaktów społecznych. Towarzyszy mu niepełnosprawność intelektualna (IQ poniżej 50).

Przeczytaj ostrzeżenie dotyczące informacji medycznych i pokrewnych zamieszczonych w Wikipedii.